# 坂稲荷神社
坂稲荷神社（さかいなりじんじゃ）は、埼玉県所沢市御幸町にある神社。坂稲荷とも称する。宗教法人ではない。かつて江戸道と呼ばれた所沢銀座通り（埼玉県道6号川越所沢線）沿いにある。

## 歴史
創建年不詳。江戸時代、所沢宿の下宿の商人に信仰された。所沢は寛永16年（1639年）には市が立ち、最初は月3回の三斎市が開催され、近世中期には月6回の三・八の六斎市に拡大した。「三・八の市」では当社を起点に上町まで通り沿いに店が立ち並んだ。江戸期の遺物として、斎藤鶴磯の幟や三上文筌の社殿装飾絵が残る。安政4年（1857年）の「御神体銘文」には、「奉安鎭 安政四年二月 稲荷惣本宮大西下總守」とある。慶応2年（1866年）の武州一揆の際には、所沢に乱入した一揆勢は当社の前で休んだ後、下安松村（現・所沢市下安松）と中富村（現・所沢市中富）の方向に分かれて退去した。
当社は日吉町と御幸町の境だったが、後に御幸町に入った。戦前は日吉町の数軒で祀っていたが、戦後は日吉町内、後に日吉町・御幸町・東町の三町内で管理するようになった。
かつて近くに料亭や置屋があり、芸者が座敷に出る前などに参拝したことから「足止めの稲荷」とも呼ばれた。また遊郭・赤線で働いていた女性は、目立たないようにするため、向かいの路地の東川に掛かる鳥居橋から拝んだ。

## 境内
- 覆屋 - 土蔵造りの平屋。外壁は漆喰、腰ナマコ壁。屋根はトタン製の切妻造。建築年代不明。中に装飾絵が文化財に指定されている社殿が納められている[10]。
- 玉垣（角柱44本）- 昭和11年（1936年）[4]
- 鳥居 - 文化5年（1808年）[4]
- 神狐（丸彫）- 天保14年（1843年）[4]
- 手水石 - 文化3年（1806年）[4]
- 灯籠（方形）- 昭和30年（1955年）[4]
- 出羽三山供養塔（角柱）- 文化5年（1808年）[4]

## 文化財
- 斎藤鶴磯書坂稲荷神社幟（所沢市指定文化財（書跡）、1958年10月25日指定）

寛政12年（1800年）に斎藤鶴磯が奉納した幟。鶴磯は江戸時代中期から後期の儒者で、所沢に20年余り居住し『武蔵野話』を著した。
- 坂稲荷神社社殿装飾絵（所沢市指定文化財（絵画）、1991年1月10日指定）

天保8年（1837年）三上文筌筆。土蔵造りの覆い屋の内に社殿があり、各所に白虎図、唐獅子牡丹図、鯉の滝登りなどの彩色絵が描かれている。

## 年中行事
例年3月中旬の日曜日に初午が行われている。昭和初期まで3月の初午の日に行われていたが、後に2月の初午の日に変更され、昭和30年代に寒さを理由として現在の日にちに変更された。重松流祭囃子保存会日東支部と御幸町支部が毎年交代で祭囃子を行っている。昭和初期には神楽が奉納され、奉公人の出替りの時期のため人出が多かった。